# 郡山南インターチェンジ (奈良県)
郡山南インターチェンジ（こおりやまみなみインターチェンジ）は、奈良県天理市二階堂北菅田町にある京奈和自動車道（大和御所道路）のインターチェンジである。和歌山・橿原方面のみのハーフICである。
なお、郡山下ツ道JCT経由で西名阪自動車道・郡山ICへの流出入は出来ない構造となるため、大和御所道路と大和郡山市内や奈良市内などとの行き来には、引き続き当ICで流出入となる。

## 歴史
- 2006年（平成18年）4月15日：京奈和自動車道（大和御所道路）郡山南IC - 橿原北IC開通により供用。
- 2015年（平成27年）3月22日：郡山下ツ道JCT - 郡山南IC開通[3]。

## 周辺
- 近鉄天理線 二階堂駅

## 接続する道路
- 国道24号（橿原バイパス）

## 料金所
無料区間のため設置されていない。

## 隣
E24 京奈和自動車道（大和御所道路）
(4-2)郡山下ツ道JCT - (8)郡山南IC - 三宅IC